# Coricancha
|  | Aquest article tracta sobre els temples Inques. Si cerqueu l'àlbum del Tintín, vegeu «El Temple del Sol». |

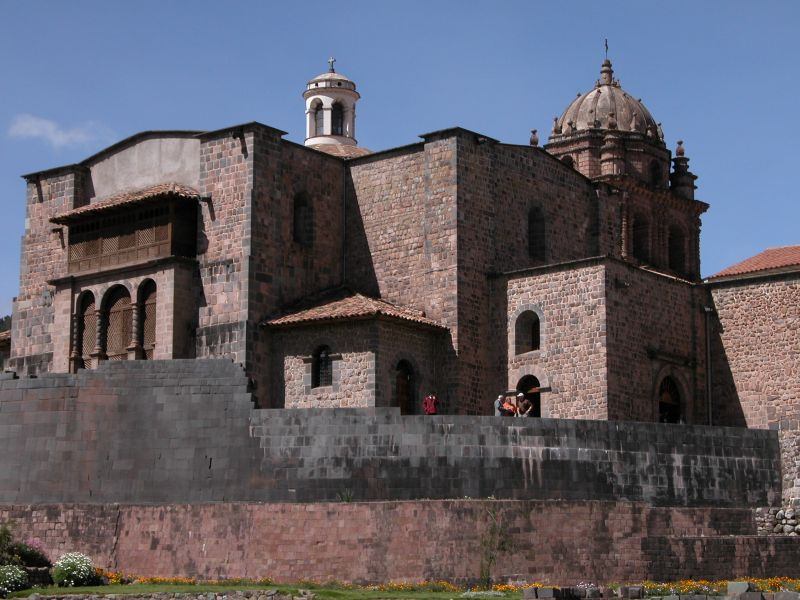
Foto de l'església de Santo Domingo construïda sobre el temple del sol a Cusco

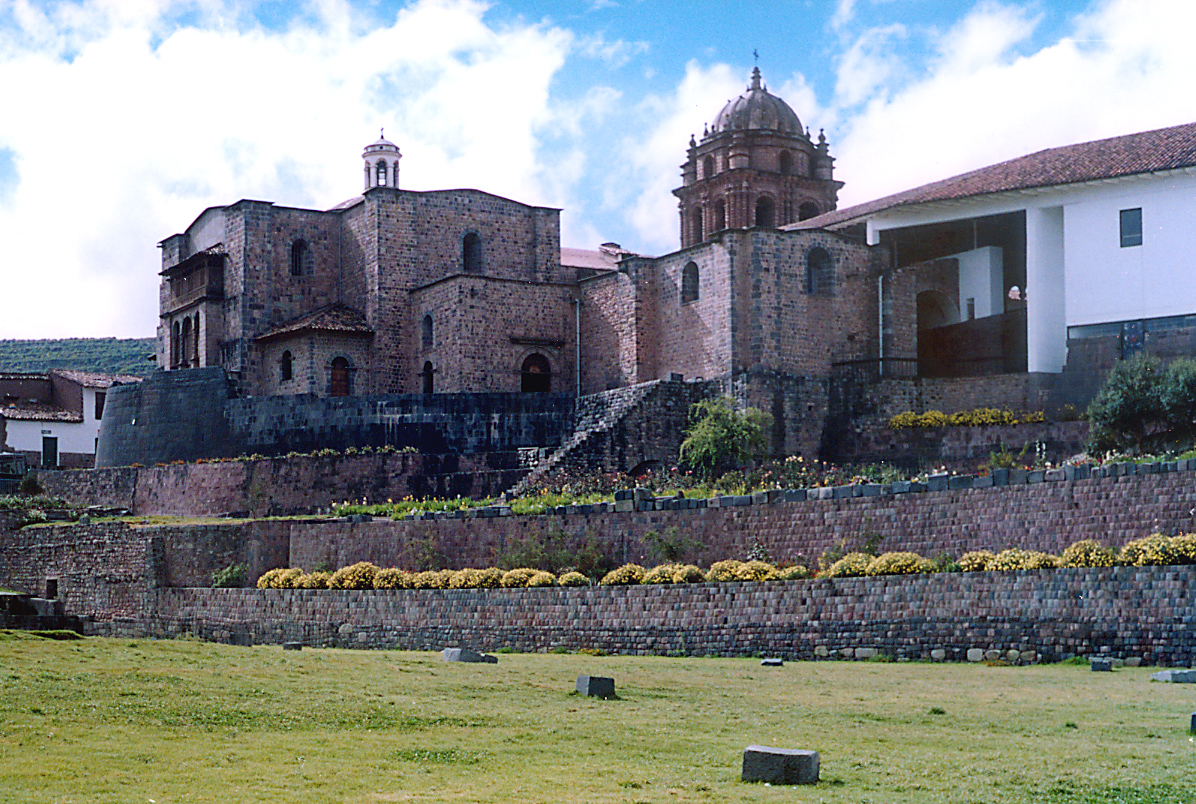
Foto de l'església vista des del riu.

El Temple del Sol o Coricancha, literalment, en quítxua: «Recinte de l'or», representava el lloc més sagrat de l'imperi dels Inques.
Aixecat al centre de la capital de l'imperi Inca, Cusco, aquest edifici, del qual en subsisteixen importants vestigis, que han estat recentment posats en valor, era el teatre de les cerimònies importants dels sobirans inques: matrimonis, consagracions, o funerals. Allà és on es conservaven les seves mòmies, assegudes sobre trons d'or.
Va ser el temple més vast i el més ricament ornamentat de la seva època: els seus grans murs de pedra mesuraven 140 m de longitud per 135 m d'ample. Els cronistes espanyols han descrit abundantment les seves riqueses fabuloses, abans que no van ser foses o escampades: el perímetre del temple, els murs pintats de blau, era adornat d'una enorme cornisa d'or, els altars, les portes, les estàtues, estaven decorades amb taules d'or i argent, de vegades amb incrustacions de pedres precioses que, de dia i de nit, reflectien la llum solar o bé la de les torxes.
La porta principal, adornada de motius d'or i d'argent, s'obria sobre un gran santuari. Sobre l'altar, hi brillava un gran disc d'or, que representava el Sol. Era col·locat de tal manera que els raigs del sol ixent el colpien i el feien resplendir.
A l'arribada dels conquistadors espanyols, va ser arrasat i saquejat a fons. Les plaques d'or que cobrien els murs van ser arrencades i les mòmies dels antics Inques profanades. No van quedar dempeus més que els fonaments que, poc després, van servir en la construcció de l'església i del convent de Santo Domingo.